# Seguro de título inmobiliario
El seguro de título inmobiliario, también llamado simplemente "seguro de título" es una invención estadounidense, cuyo uso es generalizado en aquel país, habiendo cobrado especial importancia durante el siglo pasado. Su uso actual se extiende prácticamente a todos los países de América del Norte, América Central y América del Sur en todo tipo de operaciones inmobiliarias, incluyendo comerciales y residenciales.

## Descripción del seguro de título inmobiliario
Se trata de un contrato indemnizatorio que cubre los riesgos derivados de los defectos o vicios que puedan contenerse en los títulos de propiedad, registrados o no en un registro público de la propiedad, que causen al asegurado daños y perjuicios. La cobertura es permanente, mientras el asegurado o sus sucesores mantengan un interés en la propiedad.
Para Carlos Odriozola, autor del libro "El Seguro de Título Inmobiliario", el contrato de seguro de título es un convenio de indemnización, pues colateralmente a una operación principal, que puede ser la compraventa o la hipoteca, la aseguradora se obliga a indemnizar al asegurado en el caso de que éste tuviera alguna pérdida causada por acciones incoadas por un tercero. Esa obligación de indemnizar contiene un aspecto de equidad (equity), pues el indemnizado tiene derecho de restitución, lo que no sucede con otras clases de seguros.

### Seguros de títulos inmobiliarios en México y Chile
En México y Chile, así como en otros países hispanoamericanos, operan varias compañías que ofrecen estos seguros, efectuan la cobertura correspondiente, y apoyan al asegurado durante todo el proceso de la operación inmobiliaria hasta el cierre de la misma.
Existen pólizas estándar tanto para propietarios como acreedores de inmuebles, mismas que se rigen por la American Land Title Association (ALTA) de los Estados Unidos. En Chile la supervisión se realiza por la Superintendencia de Valores y Seguros. La compañía asegurador se obliga a sanear el defecto, solucionar el problema en otra manera, por ejemplo negociando con terceros, o pagar una indemnización, para proteger al asegurado. Además, la póliza obliga a la compañía aseguradora a gestionar y pagar la defensa del asegurado en caso de un reclamo de un tercero.
Las pólizas mexicanas, en cuanto a su forma, son acordes a las autorizadas por la (ALTA), pero adecuadas al mercado mexicano. El clausulado de las pólizas, incluyendo coberturas, exclusiones y excepciones, son análogas, mutatis mutandis, en Estados Unidos y México. En México se incluyen riesgos derivados de propiedad ejidal y comunal, desconocidos en los Estados Unidos.